# Jim Justice
James Conley "Jim" Justice II, född 27 april 1951 i Charleston i West Virginia, är en amerikansk affärsman och politiker. Justice är en betydande magnat inom kol- och jordbrukssektorerna. Han är ledamot av USA:s senat sedan januari 2024. Han var West Virginias guvernör 2017–2025. I augusti 2017 bytte han parti från demokratiska partiet till republikanska partiet.
Justice besegrade republikanen Bill Cole i guvernörsvalet i West Virginia 2016. West Virginias rikaste invånare Justice kandiderade i valet som demokrat.
Även efter att ha bytt till det republikanska partiet, stödjer Justice den sittande demokraten Joe Manchin för omval i senatsvalet under 2018 i West Virginia. År 2020 vann Justice omval i en överlägsen seger mot demokraten Ben Salango. 
Justice och familjeföretaget Justice Family Group äger turistanläggningen The Greenbrier, väst om White Sulphur Springs i West Virginia.